# جوناثان هازارد
جوناثان هازارد (بالإنجليزية: Jonathan Hazard)‏ هو سياسي أمريكي، ولد في 1744، وتوفي في 1824. حزبياً، نشط في Country Party (Rhode Island) ‏.